# Recitar cantando
Recitovaný, či deklamovaný zpěv, italsky recitar cantando, je způsob monodického zpěvu s doprovodem. Obvykle se ho užívalo v melodramu, oratoriích, kantátách a opeře, zejména na počátku 17. století, přičemž zpěvák se v nich vyjadřuje prostřednictvím stylu definovaného jako recitativ. Definice byla formulována hudebníky a členy Florentské cameraty v 16. století. 
Recitar cantando se naproti tomu měl stát stylem vhodným pro scénické herce v hudebních dramatech. Tak se zrodil recitativ, arioso a árie, tedy všechny formy, jež se od té doby staly součástí po čtyři století opery.